# Partito Popolare Repubblicano
Il Partito Popolare Repubblicano (in turco Cumhuriyet Halk Partisi, CHP) è il più antico partito politico della Turchia. Erede del kemalismo, rappresenta la principale forza politica laica e socialdemocratica del Paese.

## Storia

### Le origini
Fondato dal generale Mustafa Kemal Atatürk, primo presidente della Turchia, il partito nasce ufficialmente il 9 settembre 1923 con il nome di Partito del Popolo (Halk Fırkası), in seguito alle elezioni tenutesi per il rinnovo del Parlamento, nel maggio 1923. L'organizzazione raccoglieva quelli che erano stati gli appartenenti al primo gruppo parlamentare del neonato Parlamento di Ankara, la fazione più vicina alle posizioni di Atatürk.

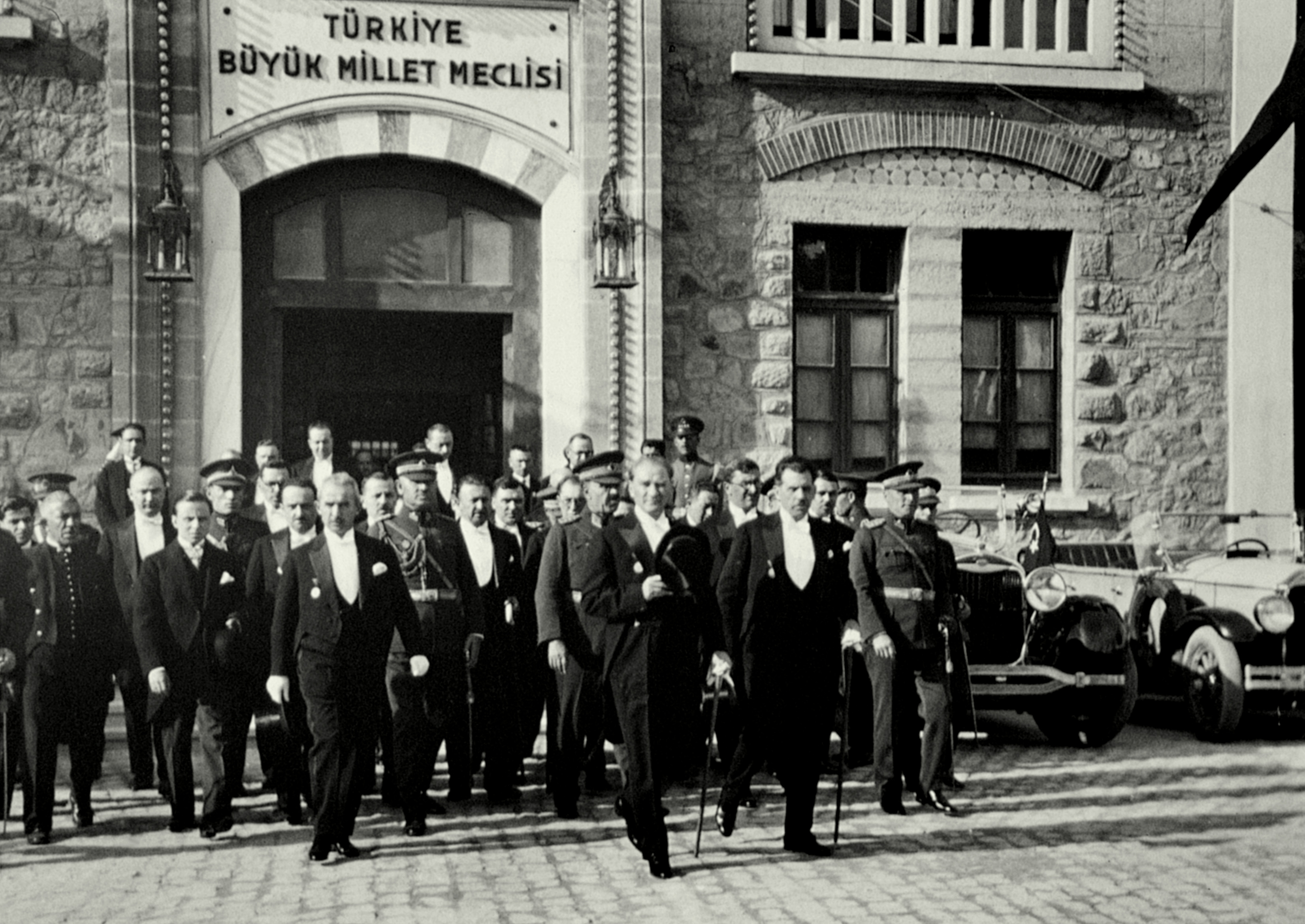
Kemal Atatürk e altri membri del parlamento

### L'era di Kemal Atatürk (1923-1938)
Il CHP rimase l'unico partito della scena politica turca tra il 1925 e il 1946, con rare eccezioni. A seguito di un dibattito parlamentare riguardante la questione dei greci musulmani, nella primavera del 1924 Hüseyin Rauf Orbay insieme ad altri 32 deputati, abbandona il Partito del Popolo per fondare il Partito Progressista Repubblicano (Terakkiperver Cumhuriyet Fırkası). Allora il Partito del Popolo cambia nome in Partito Repubblicano del Popolo (Cumhuriyet Halk Fırkası), nomenclatura che rimarrà invariata fino al 1935, quando il termine di origine araba Fırka verrà sostituito con quello di Parti, nell'ambito della riforma linguistica voluta da Mustafa Kemal Atatürk.
Con l'introduzione della Legge sul Mantenimento dell'Ordine Pubblico, nel 1925, la magistratura ordina la chiusura del Partito Progressista Repubblicano. Dal 1925 al 1946 totale fu l'identificazione tra Partito Repubblicano del Popolo e Repubblica turca. Durante il Congresso del partito del 1931 la Turchia fu dichiarata repubblica a partito unico, e nel congresso del 1936 İsmet İnönü dichiarerà l'identificazione tra Stato e Partito come politica ufficiale della Repubblica.
Con il partito appiattito sulle posizioni del leader Mustafa Kemal Atatürk, la storia dei primi anni del partito coincide sostanzialmente con quella della giovane Repubblica Turca. Sono questi gli anni in cui si definisce l'ideologia del partito, che più che essere formulata organicamente è ricavata indirettamente dalle posizioni sostenute da Kemal. La dottrina ufficiale del partito si identificherà con quella Kemalista, e le cosiddette sei frecce (repubblicanesimo,  nazionalismo, laicismo, populismo, rivoluzionarismo e statalismo) verranno assunte come simbolo del partito, a ricordare i sei principi cardine della dottrina.

### L'avvento di İnönü e del multipartitismo

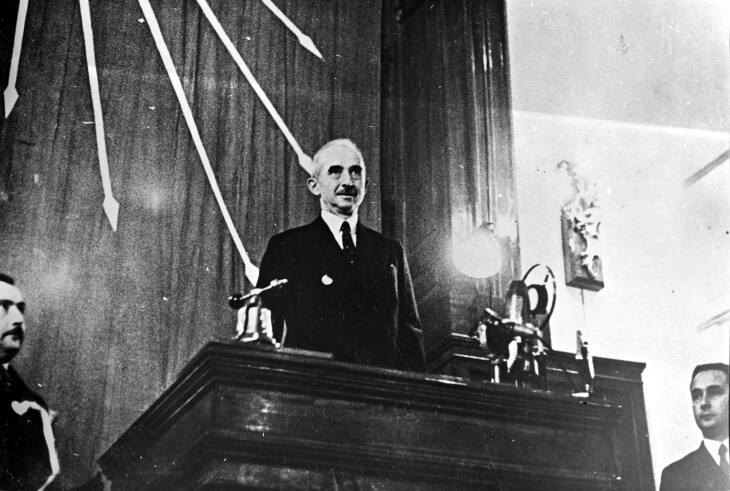
İsmet İnönü

Ad Atatürk succede İsmet İnönü, tanto alla presidenza del partito, quanto a quella della nazione, che nel 1946 introduce nel Paese le prime elezioni in regime di multipartitismo. Il CHP riporta una schiacciante vittoria: si aggiudica il 70% dei voti e ben 396 seggi su 465, grazie ad un sistema elettorale maggioritario in circoscrizioni plurinominali. Dubbi sono stati espressi riguardo alla regolarità di questa tornata elettorale.
Alle successive elezioni del 1950 per la prima volta dalla fondazione della Repubblica il CHP si trova all'opposizione. La stessa legge elettorale che aveva permesso la schiacciante vittoria nel 1946 questa volta favorisce il DP di Adnan Menderes. Il CHP si aggiudica il 39,45% dei voti ma soltanto 69 seggi su 487.
Durante il congresso del 1951 nascono la sezione giovanile e la sezione femminile del partito. Sono anni duri per il partito, che dopo aver governato ininterrottamente dal 1923 si ritrova all'opposizione dopo aver incassato due pesanti sconfitte, quella delle elezioni nazionali del 1950 e quella delle elezioni amministrative tenutesi nel medesimo anno.
Il partito si ripresenta alle urne nel 1954, registrando un calo di consensi rispetto alla precedente elezione. Il partito conquista circa il 35% delle preferenze, ottenendo 31 seggi su 535.
Durante le elezioni del 1957 il partito riconquista una fetta consistente delle preferenze, si attesta intorno al 41%, incrementando i seggi conquistati (178).

### Il "colpo di Stato" del 1960 e l'avvento del proporzionale
Con il colpo di Stato in Turchia del 1960 i militari intervengono, e viene proposta ed approvata tramite referendum una nuova costituzione. Adnan Menderes viene incarcerato e successivamente condannato a morte e giustiziato. Il colpo di Stato porta anche una nuova legge elettorale, basata questa volta su un sistema proporzionale.
Alla tornata elettorale del 1961 il CHP risulta primo partito con il 36,74% dei voti, ottenendo 173 seggi su 450. Il risultato è piuttosto deludente per il CHP, che è costretto ad un governo di coalizione con il Partito della Giustizia (Adalet Partisi o AP) di Süleyman Demirel su pressione dei militari.
La convivenza dei due partiti, tuttavia, non durerà a lungo. Divisi sull'economia e sull'amnistia per gli ex-membri del Partito Democratico, i partiti sciolgono la coalizione nel 1962, dopo non essersi riusciti ad accordarsi sull'amnistia per i membri del defunto DP. İnönü creerà dunque una nuova coalizione, appoggiandosi ai due partiti di minoranza: il Partito Nazionale dei Contadini Repubblicano (Cumhuriyetçi Köylü Millet Partisi o CKMP) e il Partito della Nuova Turchia (Yeni Türkiye Partisi), coalizione che si scioglierà nel 1963, in seguito alla schiacciante vittoria del Partito della Giustizia e al conseguente ritiro dall'esecutivo dei ministri appartenenti ai partiti minori.

### Ortanın solu, la svolta a sinistra
Il partito si presenta alle elezioni del 1965 con un nuovo programma. Bülent Ecevit e Turhan Feyzioğlu propongono una svolta a sinistra, per intercettare i voti del basso proletariato. La nuova posizione del partito è definita da Ecevit Ortanın solu, la sinistra del centro. 

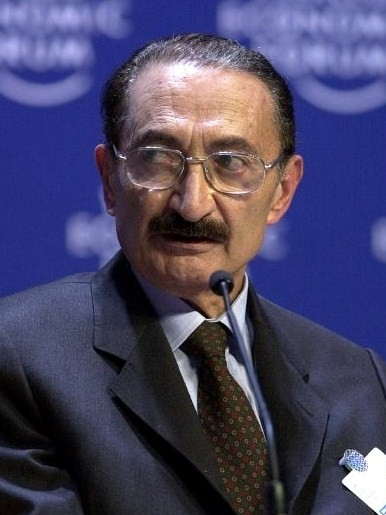
Bülent Ecevit

Con la svolta a sinistra, il partito raccoglie soltanto il 28,75% dei consensi e ottiene 134 seggi su 450.
Nel 1966, grazie all'appoggio di İsmet İnönü, Ecevit diventa segretario generale del partito.

Una mozione fatta approvare dal nuovo segretario Ecevit, al fine di conferire maggiori poteri al direttivo centrale del partito porta 73 membri del partito, guidati da Feyzioğlu, a radunarsi nel neonato Partito della Fiducia (Güven Partisi).

Nelle elezioni locali del 1968 il partito aumenta i consensi, ma gli entusiasmi vengono subito frenati dallo scarso risultato ottenuto alle elezioni nazionali del 1969, 27,73% delle preferenze e 143 seggi.
Con il colpo di stato del 1971 i militari intervengono per la seconda volta, sciogliendo il governo guidato da Süleyman Demirel; seguono due anni di governi tecnici con l'innesto di politici provenienti dalle file del Partito della Fiducia e dallo schieramento che fa capo a Demirel. Il CHP si spaccherà tra una fazione ostile e una favorevole al governo filo-militare.
Nel maggio del 1972, dopo un convulso congresso, Ecevit diventa presidente del partito. İsmet İnönü lascerà il partito che aveva contribuito a fondare 50 anni prima.
Nell'ottobre del 1973 si tengono nuove elezioni. A sorpresa il CHP diventa il partito di maggioranza, raccogliendo il 33,29% delle preferenze e 185 seggi.
Inaspettatamente Ecevit forma un governo con l'appoggio del Partito della Salvezza Nazionale (Milli Selamet Partisi o MSP) di Necmettin Erbakan.
Nel 1974 grazie alla popolarità ottenuta in seguito alla gestione della crisi di Cipro Ecevit ritenne opportuno rassegnare le dimissioni e provare ad ottenere la maggioranza assoluta. Non aveva fatto i conti però con Demirel e i partiti di minoranza, in grado di formare un governo grazie alla lottizzazione dei ministeri, in grado di traghettare il paese fino alle elezioni del 1977.
Alle elezioni del 1977 il CHP ottiene il miglior risultato di sempre. Grazie alla forte popolarità personale del presidente del partito Ecevit raggiunge il 41,39% e ottiene 213 seggi.
L'impossibilità di formare un governo di coalizione portò di nuovo il CHP all'opposizione. Süleyman Demirel formò un nuovo governo di coalizione, che però venne meno pochi mesi dopo le elezioni, a causa di defezioni interne al Partito della Giustizia. Ecevit fu così incaricato nel gennaio 1978 di formare un nuovo governo, composto da membri del CHP e da tecnici. Il governo, in una situazione particolarmente convulsa in tutto il paese, si dimetterà nell'ottobre del 1979, dopo un enorme calo di consenso nelle elezioni per il rinnovo del Senato.

### Dalla fine della Seconda Repubblica

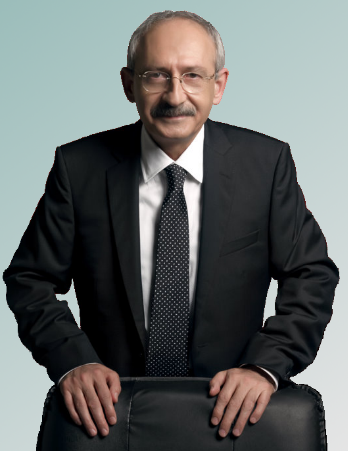
Kemal Kılıçdaroğlu

Il 12 settembre 1980 i militari tornarono al potere con un altro colpo di stato. Le garanzie e le immunità parlamentari vennero sospese, così come i partiti politici. Il 16 ottobre del 1982 i partiti politici furono sciolti e i loro beni confiscati. In questa occasione gli archivi storici del partito vennero sequestrati, così come accadde negli anni 50 per opera dell'AP. Gli archivi non verranno mai recuperati.
Nel 1983 con il ritorno alla democrazia i suoi militanti aderirono a un partito socialdemocratico, il Sosyaldemokrat Halkçı Parti, fino al 1992, quando fu rifondato il CHP.
Il CHP tornò a competere nelle elezioni del 1995. Il nuovo sistema prevedeva un doppio sbarramento (10% su base nazionale e 15% su base locale), che il CHP superò a malapena. Il partito, guidato da qui in avanti da Deniz Baykal, ottenne il 10,71% e 49 seggi.
Durante le elezioni del 1999 il partito non riuscì a superare la soglia di sbarramento. Baykal, accusato il colpo, rassegnò le dimissioni. Il partito passò così nelle mani di Altan Öymen, ma già l'anno successivo Baykal tornò a dirigere il partito.
Alle elezioni del 2002, solo due partiti sono riusciti a superare lo sbarramento del 10%: il Partito per la Giustizia e lo Sviluppo e il CHP, che ha raccolto il 19,41% dei voti e 177 seggi.
Alle elezioni del 2007 il CHP si è presentato insieme al DSP, ottenendo però solo il 20,88% dei voti e 112 seggi.
Il 10 maggio 2010, Deniz Baykal ha annunciato le sue dimissioni da leader del partito, dopo che è trapelata la notizia di un video clandestino su una sua relazione sessuale con Nesrin Baytok, sua segretaria personale nonché membro del Parlamento.

Il 21 maggio 2010, Kemal Kılıçdaroğlu viene eletto leader del partito, con 1189 voti su 1197.
Nelle elezioni del 7 giugno 2011 il CHP è stato il secondo partito più votato (dopo l'AKP di Erdoğan) ottenendo il 25,98% dei consensi e 135 seggi su 550.

## Elettorato
Il CHP trae gran parte del suo consenso dalla componente laica del paese, dai professionisti, dagli accademici, dai burocrati e dalla minoranza musulmana alevita. Buona parte dei membri degli organi del partito e dei parlamentari è infatti alevita, così come lo stesso ex-leader del partito Kemal Kılıçdaroğlu. Le roccaforti del partito sono rappresentate dai grandi centri urbani della costa egea (in particolare Smirne, Aydın e Muğla), dalla Tracia orientale, dalla provincia di Ardahan, dalla provincia di Artvin, dalla città universitaria di Eskişehir e dalle regioni a maggioranza alevita.
A partire dal 2009, il partito ha preso iniziative volte ad attrarre anche la componente religiosa e conservatrice del paese, accogliendo come membri anche donne con il hijab e promettendo corsi di studio per il Corano se richiesto in ogni distretto. Il leader Kemal Kilicdaroglu ha incluso nei suoi discorsi numerosi riferimenti ai valori della religione islamica e nel 2014 ha accolto nel partito Mehmet Bekaroğlu, esponente della cosiddetta "sinistra islamica". Nel 2019, alle elezioni locali ad Istanbul, il partito ha candidato come sindaco Ekrem İmamoğlu, musulmano praticante, che ha attratto anche il voto di molti religiosi. A causa di ciò, e del fatto che nonostante le innumerevoli sconfitte elettorali a opera dell'AKP di Erdogan il gruppo dirigente è sempre rimasto al suo posto, il candidato del partito alle elezioni presidenziali del 2018 Muharrem İnce è uscito dal CHP fondando nel 2021 il Movimento della Patria, divenuto poi nello stesso anno  Partito della Patria (in turco Memleket Partisi).
Le opposizioni alla presidenza di Erdoğan hanno deciso di presentarsi alle elezioni presidenziali del 14 maggio 2023 col candidato unico Kılıçdaroğlu che ha promesso il ritorno ad un sistema parlamentare.
Dopo la sconfitta di misura alle elezioni generali del 2023, il 5 novembre 2023 Kılıçdaroğlu è stato sostituito alla guida del Partito da Özgür Özel.

## Capi del Partito
- Mustafa Kemal Atatürk (1923-1938) - Fondatore
- İsmet İnönü (1938-1972)
- Bülent Ecevit (1972-1980)
- 1980-1992, Partito inattivo
- Deniz Baykal (1992-1995)
- Hikmet Cetin (febbraio-settembre 1995)
- Deniz Baykal (1995-1999)
- Altan Öymen (1999-2000)
- Deniz Baykal (2000-2010)
- Kemal Kılıçdaroğlu (2010-2023)
- Özgür Özel (2023-)